# イエメニア
イエメニア（英語：Yemenia、アラビア語：الخطوط الجوية اليمنية）はイエメンのサナアに本拠地を置く航空会社である。アラブ航空会社機構のメンバーで、アラベスク航空アライアンスの一員でもある。かつてはイエメン航空やイエメン・アラブ航空を名乗っていた。アフリカ、中東地域において、国際線と一部のイエメン国内線を運航している。2025年5月、運行できる航空機は保持していない。

## 歴史
- 前身のイエメン航空は、1940年代にイエメン王により設立された。
- 1972年に国有化された。
- 1977年にはサウジアラビアが49％を出資。
- 1978年4月、ブリティッシュ・ミッドランド航空との間で、乗務員提携や技術支援を含むボーイング707-320C2機の2年間のリース契約が結ばれた[1]。
- 1979年7月、パンアメリカン航空と技術提携を締結した[2]。
- 1990年の南イエメン併合の際に民主イエメン航空を合併するとともに、再び国有化された。
- 1995年、エアバスA310を導入。
- 2002年5月、ボーイング737-800を導入[3]。
- 2004年、エアバスA330-200を導入[4]。
- 2008年以降、欧州連合(EU)は、イエメンの整備基準が不十分であるとし、イエメニアに対して多くの安全措置が取られた。2009年7月には、フランスにおいて、エアバスA310航空機の耐空証明が一時停止された。
- 2008年のドバイ航空ショーにおいて、10機のエアバスA350-800の購入を明かした。しかし、A350-800の開発中止に伴い、長胴型のA350-900に変更された。
- 2011年、エアバスA320-200を初受領した[5]。
- 2013年4月1日、ドーハ/ハマド国際空港が開港し、開港当初から乗り入れた[6]。
- 2015年3月、軍事紛争によりサヌア国際空港が空襲され、また、イエメン領空が制限されたことにより、すべての飛行を停止した[7]。
- 2015年8月、商業飛行を再開した。
- 2020年5月、コロナウイルス感染拡大の際、エジプト、ヨルダン、インドへの帰国便を運航した。
- 2020年6月、エアバスA310を退役させることが発表された。
- 2025年5月、2023年パレスチナ・イスラエル戦争においてイスラエル軍がサヌア国際空港に空爆を行い、5月6日にイエメニアが所持する4機のうち3機が破壊され、同28日には残る1機が破壊されたため、運行できる航空機をすべて失った[8]。

## 就航都市
国際線が大半を占めるが、島嶼交通のための国内線も運行している。
| イエメン国内線                                       | イエメン国内線                      |
| ---------------------------------------------------- | ----------------------------------- |
| ムカッラー、アデン、セイユン、ソコトラ、アル・ガイダ |                                     |
| 国際線                                               |                                     |
| サウジアラビア                                       | ジェッダ、リヤド                    |
| アラブ首長国連邦                                     | ドバイ、ドバイ/アール・マクトゥーム |
| クウェート                                           | クウェート                          |
| ヨルダン                                             | アンマン                            |
| インド                                               | ムンバイ                            |
| エジプト                                             | カイロ                              |
| ジブチ                                               | ジブチ/アンブ－リ                   |
| エチオピア                                           | アディスアベバ                      |

## 保有機材

### 運航機材
| 機材             | 運用数 | 発注数 | 座席数 | 座席数 | 座席数 | 備考                        |
| 機材             | 運用数 | 発注数 | C      | Y      | 計     | 備考                        |
| ---------------- | ------ | ------ | ------ | ------ | ------ | --------------------------- |
| エアバスA320-200 | 4      | ー     | 12     | 138    | 150    | 2025年5月に全て破壊された。 |
| エアバスA320neo  | ー     | 8      |        |        |        |                             |
| エアバスA350-900 | ー     | 10     |        |        |        |                             |
|                  | 4      | 18     |        |        |        |                             |

### 退役済機材一覧

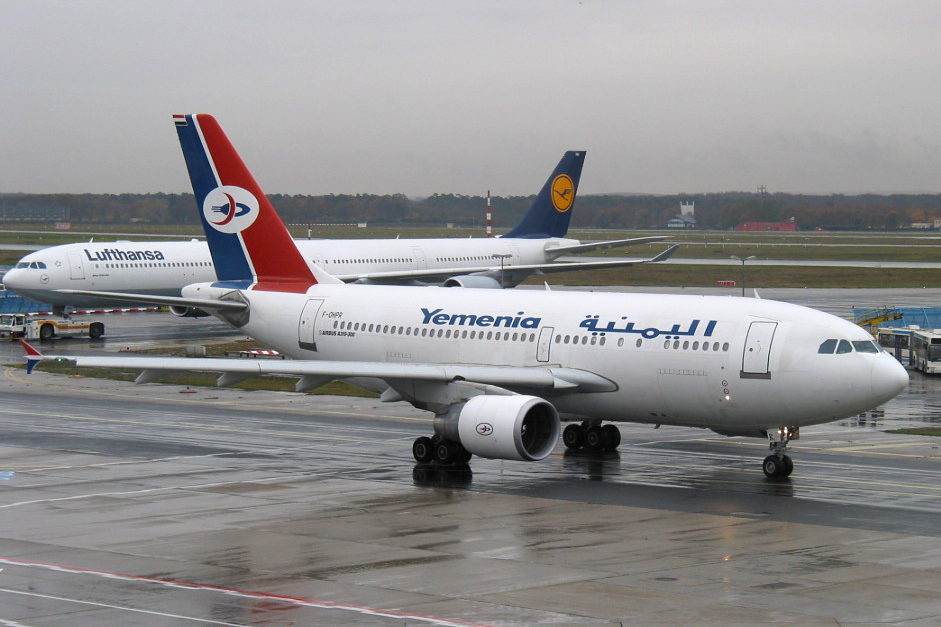
エアバスA310

- エアバスA310-200
- エアバスA310-300

- エアバスA330-200
- ボーイング727-200
- ボーイング737‐200
- ボーイング737-800
- ボーイング747SP
- デ・ハビラント・カナダDHC‐６
- デ・ハビラント・カナダDHC-7
- デハビランド・カナダ DHC-8-100
- イリューシン IL-76TD

## 事故
- イエメニア626便墜落事故